# Йосіхіде Кодзаї

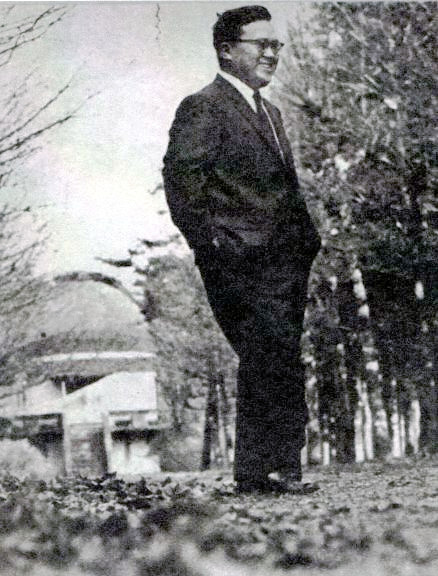
Кодзаї, фото у Asahi Journal

Йосіхіде Кодзаї (1 квітня 1928 — 5 лютого 2018) — японський астроном, фахівець із небесної механіки. Відомий тим, що одночасно з Михайлом Лідовим відкрив ефект, який потім назвали резонанс Лідова — Кодзаї. За це відкриття отримав Імператорську премію Японської академії в 1979 році Він був першим японцем на посаді президента Міжнародного астрономічного союзу з 1988 по 1991 рік і був директором Національної астрономічної обсерваторії Японії з 1981 по 1994 роки. Він був почесним професором Токійського університету, Національної астрономічної обсерваторії Японії та Вищого університету передових досліджень.

## Біографія
Кодзаї народився 1 квітня 1928 року в Токіо. Закінчив Токійський університет, де отримав ступінь доктора наук .
Свою кар'єру він розпочав на посаді асистента у Токійській астрономічній обсерваторії. У 1958 році був запрошеним дослідником у Смітсонівській астрофізичній обсерваторії та Обсерваторії Гарвардського коледжу.
У 1963 році він призначений доцентом астрономічної обсерваторії Токійського університету. Того ж року отримав премію Асагі. У 1965 році він став директором Центру внутрішніх супутникових обчислень Токійської астрономічної обсерваторії.
У 1966 році Кодзаї призначений професором астрономічної обсерваторії Токійського університету. У 1973 році він став директором обсерваторії Додайра, після чого став директором Національної астрономічної обсерваторії Японії. Цю посаду він займав з 1981 по 1994 роки.
У 1979 році він був нагороджений Імператорською премією Японської академії за відкриття резонансу Кодзаї.
У 1988 році Козаї став першим японцем, який обраний президентом Міжнародного астрономічного союзу . Він працював на цій посаді до 1991 року.
У 1989 році отримав нагороду Бравера від Американського астрономічного товариства. У 2002 році нагороджений японським Орденом Священного скарбу. У 2009 році він отримав нагороду за культурні заслуги від уряду Японії.
Він був директором астрономічної обсерваторії Гунма з 1997 по 2012 роки, а з 2012 року — її почесним директором
Кодзаї помер 5 лютого 2018 року через печінкову недостатність.
На його честь названо астероїд 3040 Кодзаї.

## Нагороди та відзнаки
- Премія Асагі (1963)[5]
- Імператорська премія Японської академії (1979)[4]
- Премія Дірка Брауера (1989)[7]
- Орден священного скарбу (2002)[5]
- Заслужений діяч культури (2009)[8]